# Conotrachelus inermis
Conotrachelus incretus – gatunek chrząszcza z rodziny ryjkowcowatych.

## Zasięg występowania
Ameryka Południowa, występuje w Brazylii.

## Budowa ciała
Ciało pękate. Przednia krawędź pokryw znacznie szersza od przedplecza. Całe ciało pokryte rzadką szczecinką.